# Tanja Joachim
Tanja Joachim (ur. 29 października 1992 w Schwerinie) – niemiecka siatkarka.
W sezonie 2012 występowała w Schweriner SC. Występuje na pozycji rozgrywającej.

## Sukcesy
Mistrzostwo Niemiec
- 2012

Puchar Niemiec:
- 2013